# Coppa del Mondo di sci di fondo 1999
La Coppa del Mondo di sci di fondo 1999 fu la diciottesima edizione della manifestazione organizzata dalla Federazione Internazionale Sci; ebbe inizio il 28 novembre 1998 a Muonio, in Finlandia, e si concluse il 21 marzo 1999 a Oslo, in Norvegia. Nel corso della stagione si tennero a Ramsau am Dachstein i Campionati mondiali di sci nordico 1999, validi ai fini della Coppa del Mondo, il cui calendario non contemplò dunque interruzioni.
In campo maschile furono disputate 19 gare individuali (10 a tecnica classica, 4 a tecnica libera, 4 sprint, 1 inseguimento) e 5 staffette, in 14 diverse località. Il norvegese Bjørn Dæhlie si aggiudicò sia la coppa di cristallo, il trofeo assegnato al vincitore della classifica generale, sia Coppa di sprint; l'austriaco Michail Botvinov vinse la Coppa di lunga distanza. Thomas Alsgaard era il detentore uscente della Coppa generale.
In campo femminile furono disputate 19 gare individuali (9 a tecnica classica, 5 a tecnica libera, 4 sprint, 1 inseguimento) e 5 staffette, in 14 diverse località. La norvegese Bente Skari si aggiudicò sia la coppa di cristallo, sia la Coppa di sprint; l'estone Kristina Šmigun-Vähi vinse la Coppa di lunga distanza. Larisa Lazutina era la detentrice uscente della Coppa generale.
Venne anche disputata anche una gara a squadre mista (staffetta 2x5 km + 2x10 km).

## Uomini

### Risultati
| Data                                    | Località               | Nazione   | Spec.               | Primo                                                                      | Secondo                                                                        | Terzo                                                                     |
| --------------------------------------- | ---------------------- | --------- | ------------------- | -------------------------------------------------------------------------- | ------------------------------------------------------------------------------ | ------------------------------------------------------------------------- |
| 28 novembre 1998                        | Muonio                 | Finlandia | 10 km TL            | Per Elofsson                                                               | Bjørn Dæhlie                                                                   | Sami Repo                                                                 |
| 29 novembre 1998                        | Muonio                 | Finlandia | 4x10 km             | Svezia I Anders Bergström Magnus Ingesson Mathias Fredriksson Per Elofsson | Norvegia I Ole Einar Bjørndalen Kristen Skjeldal Bjørn Dæhlie Tor-Arne Hetland | Italia I Fabio Maj Silvio Fauner Pietro Piller Cottrer Maurizio Pozzi     |
| 10 dicembre 1998                        | Milano                 | Italia    | SP TL               | Mathias Fredriksson                                                        | Peter Schlickenrieder                                                          | Thobias Fredriksson                                                       |
| 12 dicembre 1998                        | Dobbiaco               | Italia    | 10 km TL            | Bjørn Dæhlie                                                               | Michail Botvinov                                                               | Alois Stadlober                                                           |
| 13 dicembre 1998                        | Dobbiaco               | Italia    | 15 km TC            | Bjørn Dæhlie                                                               | Espen Bjervig                                                                  | Jari Isometsä                                                             |
| 19 dicembre 1998                        | Davos                  | Svizzera  | 30 km TC            | Bjørn Dæhlie                                                               | Aleksej Prokurorov                                                             | Michail Botvinov                                                          |
| 20 dicembre 1998                        | Davos                  | Svizzera  | 4x10 km             | Norvegia I Espen Bjervig Erling Jevne Bjørn Dæhlie Tor-Arne Hetland        | Svezia I Anders Bergström Niklas Jonsson Mathias Fredriksson Per Elofsson      | Austria Alexander Marent Alois Stadlober Michail Botvinov Achim Walcher   |
| 27 dicembre 1998                        | Garmisch-Partenkirchen | Germania  | SP TL               | Tor-Arne Hetland                                                           | Thobias Fredriksson                                                            | Ari Palolahti                                                             |
| 28 dicembre 1998                        | Engelberg              | Svizzera  | SP TL               | Tor-Arne Hetland                                                           | Christian Hoffmann                                                             | Patrick Mächler                                                           |
| 29 dicembre 1998                        | Kitzbühel              | Austria   | SP TL               | Peter Schlickenrieder                                                      | Thobias Fredriksson                                                            | Christian Hoffmann                                                        |
| 5 gennaio 1999                          | Otepää                 | Estonia   | 15 km TC            | Espen Bjervig                                                              | Mika Myllylä                                                                   | Anders Bergström                                                          |
| 9 gennaio 1999                          | Nové Město na Moravě   | Rep. Ceca | 15 km TC            | Bjørn Dæhlie                                                               | Erling Jevne                                                                   | Espen Bjervig                                                             |
| 10 gennaio 1999                         | Nové Město na Moravě   | Rep. Ceca | 4x10 km             | dati non disponibili                                                       | dati non disponibili                                                           | dati non disponibili                                                      |
| 12 gennaio 1999                         | Nové Město na Moravě   | Rep. Ceca | 30 km TC            | Michail Botvinov                                                           | Bjørn Dæhlie                                                                   | Per Elofsson                                                              |
| 14 febbraio 1999                        | Seefeld in Tirol       | Austria   | 10 km TL            | Mika Myllylä                                                               | Michail Botvinov                                                               | Jari Isometsä                                                             |
| Campionati mondiali di sci nordico 1999 |                        |           |                     |                                                                            |                                                                                |                                                                           |
| 19 febbraio 1999                        | Ramsau am Dachstein    | Austria   | 30 km TL            | Mika Myllylä                                                               | Thomas Alsgaard                                                                | Bjørn Dæhlie                                                              |
| 22 febbraio 1999                        | Ramsau am Dachstein    | Austria   | 10 km TC            | Mika Myllylä                                                               | Alois Stadlober                                                                | Odd-Bjørn Hjelmeset                                                       |
| 23 febbraio 1999                        | Ramsau am Dachstein    | Austria   | 25 km PU            | Thomas Alsgaard                                                            | Mika Myllylä                                                                   | Fulvio Valbusa                                                            |
| 26 febbraio 1999                        | Ramsau am Dachstein    | Austria   | 4x10 km             | Austria Alois Stadlober Markus Gandler Michail Botvinov Christian Hoffmann | Norvegia Espen Bjervig Erling Jevne Bjørn Dæhlie Thomas Alsgaard               | Italia Giorgio Di Centa Fabio Maj Fulvio Valbusa Silvio Fauner            |
| 28 febbraio 1999                        | Ramsau am Dachstein    | Austria   | 50 km TC            | Mika Myllylä                                                               | Andrus Veerpalu                                                                | Michail Botvinov                                                          |
| 5 marzo 1999                            | Lahti                  | Finlandia | MX 2x5 km + 2x10 km | dati non disponibili                                                       | dati non disponibili                                                           | dati non disponibili                                                      |
| 7 marzo 1999                            | Lahti                  | Finlandia | 15 km TC            | Bjørn Dæhlie                                                               | Vladimir Vilisov                                                               | Frode Estil                                                               |
| 13 marzo 1999                           | Falun                  | Svezia    | 30 km TC            | Anders Bergström                                                           | Michail Botvinov                                                               | Mika Myllylä                                                              |
| 14 marzo 1999                           | Falun                  | Svezia    | 4x10 km             | Svezia Mathias Fredriksson Anders Bergström Per Elofsson Jörgen Brink      | Finlandia Janne Immonen Harri Kirvesniemi Mika Myllylä Sami Repo               | Russia Vitalij Denisov Michail Ivanov Aleksej Prokurorov Vladimir Vilisov |
| 20 marzo 1999                           | Oslo                   | Norvegia  | 50 km TC            | Michail Botvinov                                                           | Bjørn Dæhlie                                                                   | Christian Hoffmann                                                        |
| 21 marzo 1999                           | Oslo                   | Norvegia  | 4x10 km             | dati non disponibili                                                       | dati non disponibili                                                           | dati non disponibili                                                      |

Legenda:

TC = tecnica classica

TL = tecnica libera

SP = sprint

PU = inseguimento

MX = staffetta mista

### Classifiche

#### Generale
| Pos. | Nome                | Nazione   | Punti |
| ---- | ------------------- | --------- | ----- |
| 1    | Bjørn Dæhlie        | Norvegia  | 885   |
| 2    | Michail Botvinov    | Austria   | 685   |
| 3    | Mika Myllylä        | Finlandia | 573   |
| 4    | Mathias Fredriksson | Svezia    | 484   |
| 5    | Per Elofsson        | Svezia    | 465   |
| 6    | Anders Bergström    | Svezia    | 454   |
| 7    | Espen Bjervig       | Norvegia  | 406   |
| 8    | Jari Isometsä       | Finlandia | 370   |
| 9    | Aleksej Prokurorov  | Russia    | 366   |
| 10   | Erling Jevne        | Norvegia  | 318   |

#### Lunga distanza
| Pos. | Nome               | Nazione   | Punti |
| ---- | ------------------ | --------- | ----- |
| 1    | Michail Botvinov   | Austria   | 413   |
| 2    | Bjørn Dæhlie       | Norvegia  | 360   |
| 3    | Mika Myllylä       | Finlandia | 312   |
| 4    | Anders Bergström   | Svezia    | 261   |
| 5    | Aleksej Prokurorov | Russia    | 220   |

#### Sprint
| Pos. | Nome                | Nazione  | Punti |
| ---- | ------------------- | -------- | ----- |
| 1    | Bjørn Dæhlie        | Norvegia | 480   |
| 2    | Tor-Arne Hetland    | Norvegia | 354   |
| 3    | Mathias Fredriksson | Svezia   | 308   |
| 4    | Espen Bjervig       | Norvegia | 298   |
| 5    | Per Elofsson        | Svezia   | 295   |

## Donne

### Risultati
| Data                                    | Località               | Nazione   | Spec.               | Prima                                                                         | Seconda                                                                          | Terza                                                                          |
| --------------------------------------- | ---------------------- | --------- | ------------------- | ----------------------------------------------------------------------------- | -------------------------------------------------------------------------------- | ------------------------------------------------------------------------------ |
| 28 novembre 1998                        | Muonio                 | Finlandia | 5 km TL             | Kateřina Neumannová                                                           | Stefania Belmondo                                                                | Nina Gavryljuk                                                                 |
| 29 novembre 1998                        | Muonio                 | Finlandia | 4x5 km              | Russia I Ol'ga Danilova Anfisa Rezcova Svetlana Nagejkina Nina Gavryljuk      | Italia I Karin Moroder Gabriella Paruzzi Sabina Valbusa Stefania Belmondo        | Norvegia I Bente Skari Elin Nilsen Anita Moen Maj Helen Sorkmo                 |
| 10 dicembre 1998                        | Milano                 | Italia    | SP TL               | Anita Moen                                                                    | Andreja Mali                                                                     | Bente Skari                                                                    |
| 12 dicembre 1998                        | Dobbiaco               | Italia    | 5 km TL             | Kateřina Neumannová                                                           | Antonina Ordina                                                                  | Nina Gavryljuk                                                                 |
| 13 dicembre 1998                        | Dobbiaco               | Italia    | 10 km TC            | Bente Skari                                                                   | Nina Gavryljuk                                                                   | Antonina Ordina                                                                |
| 19 dicembre 1998                        | Davos                  | Svizzera  | 15 km TC            | Ol'ga Danilova                                                                | Bente Skari                                                                      | Larisa Lazutina                                                                |
| 20 dicembre 1998                        | Davos                  | Svizzera  | 4x5 km              | Russia I Ol'ga Danilova Svetlana Nagejkina Larisa Lazutina Nina Gavryljuk     | Italia I Gabriella Paruzzi Antonella Confortola Stefania Belmondo Sabina Valbusa | Russia II Marina Lažskaja Natal'ja Baranova Julija Čepalova Anfisa Rezcova     |
| 27 dicembre 1998                        | Garmisch-Partenkirchen | Germania  | SP TL               | Bente Skari                                                                   | Kristina Šmigun-Vähi                                                             | Andreja Mali                                                                   |
| 28 dicembre 1998                        | Engelberg              | Svizzera  | SP TL               | Bente Skari                                                                   | Maj Helen Sorkmo                                                                 | Karin Moroder                                                                  |
| 29 dicembre 1998                        | Kitzbühel              | Austria   | SP TL               | Bente Skari                                                                   | Andreja Mali                                                                     | Anne Kristi Marken                                                             |
| 5 gennaio 1999                          | Otepää                 | Estonia   | 10 km TC            | Bente Skari                                                                   | Antonina Ordina                                                                  | Kristina Šmigun-Vähi                                                           |
| 9 gennaio 1999                          | Nové Město na Moravě   | Rep. Ceca | 10 km TC            | Bente Skari                                                                   | Kateřina Neumannová                                                              | Svetlana Nagejkina                                                             |
| 10 gennaio 1999                         | Nové Město na Moravě   | Rep. Ceca | 15 km TL            | Kristina Šmigun-Vähi                                                          | Stefania Belmondo                                                                | Nina Gavryljuk                                                                 |
| 12 gennaio 1999                         | Nové Město na Moravě   | Rep. Ceca | 4x5 km              | dati non disponibili                                                          | dati non disponibili                                                             | dati non disponibili                                                           |
| 14 febbraio 1999                        | Seefeld in Tirol       | Austria   | 5 km TL             | Nina Gavryljuk                                                                | Anfisa Rezcova                                                                   | Stefania Belmondo                                                              |
| Campionati mondiali di sci nordico 1999 |                        |           |                     |                                                                               |                                                                                  |                                                                                |
| 19 febbraio 1999                        | Ramsau am Dachstein    | Austria   | 15 km TL            | Stefania Belmondo                                                             | Kristina Šmigun-Vähi                                                             | Maria Theurl                                                                   |
| 22 febbraio 1999                        | Ramsau am Dachstein    | Austria   | 5 km TC             | Bente Skari                                                                   | Ol'ga Danilova                                                                   | Kateřina Neumannová                                                            |
| 23 febbraio 1999                        | Ramsau am Dachstein    | Austria   | 15 km PU            | Stefania Belmondo                                                             | Nina Gavryljuk                                                                   | Iryna Taranenko-Terelja                                                        |
| 26 febbraio 1999                        | Ramsau am Dachstein    | Austria   | 4x5 km              | Russia Ol'ga Danilova Larisa Lazutina Anfisa Rezcova Nina Gavryljuk           | Italia Sabina Valbusa Gabriella Paruzzi Antonella Confortola Stefania Belmondo   | Germania Viola Bauer Ramona Roth Evi Sachenbacher-Stehle Sigrid Wille          |
| 27 febbraio 1999                        | Ramsau am Dachstein    | Austria   | 50 km TC            | Larisa Lazutina                                                               | Ol'ga Danilova                                                                   | Kristina Šmigun-Vähi                                                           |
| 5 marzo 1999                            | Lahti                  | Finlandia | MX 2x5 km + 2x10 km | dati non disponibili                                                          | dati non disponibili                                                             | dati non disponibili                                                           |
| 7 marzo 1999                            | Lahti                  | Finlandia | 10 km TC            | Larisa Lazutina                                                               | Bente Skari                                                                      | Kateřina Neumannová                                                            |
| 13 marzo 1999                           | Falun                  | Svezia    | 15 km TC            | Larisa Lazutina                                                               | Svetlana Nagejkina                                                               | Natal'ja Baranova                                                              |
| 14 marzo 1999                           | Falun                  | Svezia    | 4x5 km              | Russia I Svetlana Nagejkina Natal'ja Baranova Julija Čepalova Larisa Lazutina | Russia II Nina Gavryljuk Ljubov' Egorova Anfisa Rezcova Irina Skladneva          | Italia Sabina Valbusa Gabriella Paruzzi Antonella Confortola Stefania Belmondo |
| 20 marzo 1999                           | Oslo                   | Norvegia  | 30 km TC            | Julija Čepalova                                                               | Stefania Belmondo                                                                | Kristina Šmigun-Vähi                                                           |
| 21 marzo 1999                           | Oslo                   | Norvegia  | 4x5 km              | dati non disponibili                                                          | dati non disponibili                                                             | dati non disponibili                                                           |

Legenda:

TC = tecnica classica

TL = tecnica libera

SP = sprint

PU = inseguimento

MX = staffetta mista

### Classifiche

#### Generale
| Pos. | Nome                 | Nazione   | Punti |
| ---- | -------------------- | --------- | ----- |
| 1    | Bente Skari          | Norvegia  | 768   |
|      | Stefania Belmondo    | Italia    | 768   |
| 3    | Nina Gavryljuk       | Russia    | 705   |
| 4    | Kristina Šmigun-Vähi | Estonia   | 666   |
| 5    | Larisa Lazutina      | Russia    | 648   |
| 6    | Kateřina Neumannová  | Rep. Ceca | 618   |
| 7    | Svetlana Nagejkina   | Russia    | 530   |
| 8    | Ol'ga Danilova       | Russia    | 507   |
| 9    | Anfisa Rezcova       | Russia    | 490   |
| 10   | Antonina Ordina      | Svezia    | 430   |

#### Lunga distanza
| Pos. | Nome                 | Nazione | Punti |
| ---- | -------------------- | ------- | ----- |
| 1    | Kristina Šmigun-Vähi | Estonia | 372   |
| 2    | Stefania Belmondo    | Italia  | 345   |
| 3    | Larisa Lazutina      | Russia  | 343   |
| 4    | Ol'ga Danilova       | Russia  | 240   |
| 5    | Nina Gavryljuk       | Russia  | 215   |

#### Sprint
| Pos. | Nome                 | Nazione   | Punti |
| ---- | -------------------- | --------- | ----- |
| 1    | Bente Skari          | Norvegia  | 806   |
| 2    | Kateřina Neumannová  | Rep. Ceca | 490   |
| 3    | Kristina Šmigun-Vähi | Estonia   | 473   |
| 4    | Nina Gavryljuk       | Russia    | 401   |
| 5    | Stefania Belmondo    | Italia    | 356   |